# NGC 2648
NGC 2648 è una galassia a spirale situata nella costellazione del Cancro, a una distanza di circa 118 milioni di anni luce dalla nostra Via Lattea.

## Scoperta
La galassia è stata scoperta il 19 marzo 1784 dall'astronomo britannico di origine tedesca William Herschel.

## Descrizione
NGC 2648 ha una classe di luminosità I e presenta una larga riga a 21 cm dell'idrogeno neutro.
Assieme alla vicina PGC 24469, NGC 2648 è inclusa nell'Atlas of Peculiar Galaxies di Halton Arp con il codice ARP 89.
NGC 2648 è una galassia considerata in quiescenza o a riposo (in lingua inglese indicata con retired galaxy), per indicare che la formazione stellare si è praticamente esaurita. Tale tipologia di galassie può comunque ancora emettere deboli linee di emissione che ricordano quelle delle galassie LINER, il cui nucleo presenta uno spettro di emissione caratterizzato da larghe righe di atomi debolmente ionizzati. Il fenomeno è stato scoperto da una coppia di astronomi francese e brasiliana. I due astronomi hanno coniato il termine retired galaxy.